# Adolf Schram
Adolf Schram (* 23. September 1848 in Falkenau, Böhmen; † 26. April 1927 in Prag, Tschechoslowakei) war ein österreichischer und tschechoslowakischer Chemieunternehmer, Besitzer der Firma „A. Schram“ und Verbandsfunktionär.

## Leben und Wirken
Adolf Schram war ein Sohn des Falkenauer Kaufmanns Adalbert Schram; seine Mutter Anna war die Schwester des Zwodauer Textilfabrikanten Ignaz Schmieger. Er wuchs zusammen mit mehreren Geschwistern, darunter den Brüdern August und Albin, auf und besuchte bis 1866 die Oberrealschule in Elbogen. Zwischen 1866 und 1867 studierte Schram Chemie an der Technischen Hochschule Wien, und setzte danach bis 1869 sein Studium am Ständischen Polytechnischen Institut in Prag fort. Anschließend erhielt er eine Anstellung bei der Chemischen Fabrik Adolf Jordan und Söhne in Kralup an der Moldau.
Sein Bruder August hatte 1868 in Prag die Firma „A. Schram“ gegründet, die im Jahr darauf die Generalvertretung der Alfred Nobel & Co in Böhmen übernahm. 1870 errichtete „A. Schram“ in Zámky bei Čimice die erste Dynamitfabrik der k.u.k. Monarchie. Wegen des vor allem durch den zunehmenden Zuckerrübenanbau angestiegenen Düngemittelbedarfs in der Landwirtschaft entstand im Jahr darauf einen knappen Kilometer flussaufwärts in Lísek (Lissek) – heute Bohnické údolí – an der Mündung des Bohnický potok eine Düngemittelfabrik, in der erstmals die bei der Nitroglycerinherstellung anfallenden Abfallsäuren zur Produktion von Eisenvitriol und Superphosphat Verwendung fanden. Diese Methode setzte sich bald allgemein in der Sprengstoffherstellung durch. Die Abfallsalpetersäure wurde in einem dem Birkeland-Eyde-Verfahren ähnelndem Verfahren zu Stickstoffdüngemitteln verarbeitet. Bei der Errichtung der Düngemittelfabrik Lissek beriet Adolf Schram seinen Bruder.
Im Jahre 1875 stieg Adolf Schram als leitender Chemiker und technischer Berater in das Unternehmen seines Bruders ein. 1877 ließ „A. Schram“ in der preußischen Provinz Schleswig-Holstein in der Westerhese im Gutsbezirk Grünhof – neben der Dynamitfabrik Krümmel – eine weitere Kunstdüngerfabrik anlegen. Wie in der Fabrik Lissek bezog das Unternehmen Abfallprodukte der Dynamitherstellung als Rohstoffe; über eine Leitung wurde Nitritschwefelsäure mittels Druckluft aus der Dynamitfabrik zur Düngerfabrik transportiert, außerdem verarbeitete er auch schwefelsaures Natron aus der Dynamitfabrik. 1880 verkaufte „A. Schram“ die Kunstdüngerfabrik Krümmel an die Dynamit Nobel AG. In den Jahren 1883–1884 errichtete „A. Schram“ im Niederösterreichischen Unter-Themenau eine weitere große Schwefelsäure- und Kunstdüngerfabrik. Nach dem Ausscheiden seines Bruders Albin übernahm Adolf Schram 1890 auch die Prokura des Unternehmens. Nachdem Tode von August Schram wurde Adolf Schram 1892 Alleininhaber des Unternehmens „A. Schram“. Im Jahre 1897 gehörte „A. Schram“ zu den Initiatoren und Gründungsmitgliedern des österreichischen Superphosphatkartells, das 1907 auch auf die ungarische Reichshälfte ausgedehnt wurde. Im Jahre 1903 ließ er die Schwefelsäure- und Superphosphatfabrik in Prosmik bei Lobositz errichten; damit schuf er eines der ersten Großunternehmen der Chemischen Industrie in Böhmen. Die Düngemittelfabrik Lissek wurde 1915 in Folge des Ersten Weltkriegs stillgelegt.
Adolf Schram war in zahlreichen böhmischen und österreichischen Wirtschaftsverbänden aktiv. Seit 1878 war er Mitglied und später Präsident der Österreichischen Gesellschaft zur Förderung der chemischen Industrie. Außerdem war er u. a. Präsident der Teerfarben & Chemikalienhandels AG (Tefa), Generalvertreter der Dynamit Nobel AG in Wien, Verwaltungsrat der Central-Bank der deutschen Sparkassen in Prag, Vizepräsident und Präsident des Pensionsvereins der deutschen Sparkassen in Prag, Vizepräsident des Großverschleißes von Monopolsprengstoffen in Prag (Eruptiva) und Mitglied des Vorstandes des deutschen Prager Handelsgremiums. An der Deutschen Technischen Hochschule Prag engagierte er sich als Prüfungskommissär für die chemisch-technischen Fächer und wirkte später auch als stellvertretender Vorsitzender des Prüfungsausschusses in dem Fachbereich.
Wegen seiner Verdienste durch den Aufbau eines Großunternehmens der chemischen Industrie wurde Adolf Schram von der Stadt Falkenau 1899 zum Ehrenbürger ernannt. 1909 wurde ihm der Franz-Joseph-Orden verliehen.
Nach dem Tode von Adolf Schram führten seine Söhne Adolf und Albin das Unternehmen „A. Schram, továrna na umělá hnojiva a kyselinu sírovou, Praha“ bis zum Ende der 1930er Jahre fort. 1945 wurde das Unternehmen enteignet und verstaatlicht. Aus dem Werk Prosmik (und der Böhmischen Glanzstoff-Fabrik System Elberfeld, Lobositz) ging das Unternehmen Lovochemie a.s., Lovosice hervor, das Werk Unterthemenau firmiert heute als Fosfa a.s., Poštorná.

## Familie
Adolf Schram war seit 1881 mit Emanuela Ferdinandi (1863–1926) verheiratet. Das Ehepaar hatte zwei Söhne und drei Töchter:
- Elsa (1883–1942), ⚭ mit Otto Peterka (1876–1945)
- Louise (1886–1945), ⚭ mit Karl Schreitter von Schwarzenfeld (1880–1968)
- Adolf (* 1893)
- Albin (* 1896)
- Annie (* 1902), ⚭ mit Franz Xaver Brosche

Die Schriftstellerin Gertrude von Schwarzenfeld (eigentlich Gertrude Schreitter von Schwarzenfeld, * 1906) war seine Enkelin.